# Velden, Landshut
Velden, Landshut är en kommun och ort i Landkreis Landshut i Regierungsbezirk Niederbayern i förbundslandet Bayern i Tyskland.
Köpingen ingår i kommunalförbundet Velden (Vils) tillsammans med kommunerna Neufraunhofen och Wurmsham.